# Truite fardée de Bonneville
Oncorhynchus clarki utah
Sous-espèce
La truite fardée de Bonneville, de son nom scientifique Oncorhynchus clarki utah, est un poisson originaire d'Amérique du Nord.
Son habitat originel est situé, à la fin du Pléistocène, dans l'ancien lac Bonneville, dans le Grand Bassin, qui s'étendait pour sa majeure partie sur l'actuel État de l'Utah, avec des extensions sur les actuels États de l'Idaho et du Nevada.
Après l'assèchement du lac, dont ne subsistent que le Grand Lac Salé, le lac Utah, le  lac Sevier (intermittent), le lac Rush et le Petit Lac Salé, les populations de truites fardées de Bonneville ont connu une évolution séparée mais parallèle.
Cette sous-espèce a été pêchée de façon intensive entre les années 1850 à années 1920, comme source de nourriture pour les tribus indiennes et les colons mormons, avant de faire aujourd'hui l'objet de mesures de protection dans l'Utah, notamment en raison de la concurrence avec des espèces acclimatées par l'homme et de l'hybridation avec des espèces voisines, comme la truite arc-en-ciel.
Cette sous-espèce a récemment été désignée comme « poisson officiel de l'État de l'Utah ».

## Sources
- (en) : article Bonneville cutthroat trout, sur la Wikipédia anglophone.